# Karmageddon Media
La Karmageddon Media è un'etichetta discografica olandese specializzata in death metal, black metal, doom metal e folk metal. Questa casa è famosa per aver prodotto album con Chuck Schuldiner e i suoi Control Denied e con i Septic Flesh.

## Artisti

### Attuali
- Ancient Rites
- Cruachan
- Mercenary
- Necrophobic
- Ribspreader
- Thyrfing
- Torture Killer

### Passati
- Control Denied
- Dismember
- Primordial
- Septic Flesh
- Severe Torture